# Smitinandia
Smitinandia – rodzaj roślin z rodziny storczykowatych (Orchidaceae). Obejmuje trzy gatunki występujące w południowo-wschodniej Azji w takich krajach i regionach jak: Andamany, Asam, Bangladesz, Borneo, Kambodża, południowo-wschodnie Chiny, wschodnie i zachodnie Himalaje, Indie, Laos, Malezja, Mjanma, Celebes, Tajlandia, Wietnam. Są to epifityczne i naziemne rośliny występujące na wysokościach do 1000 m n.p.m.

## Morfologia
PokrójŁodyga wzniesiona lub zwisająca, pojedyncza lub rozgałęziona, nieco spłaszczona, gruba, okryta pochwali liściowymi.
LiścieDwurzędowe, siedzące, z nasadą stawowatą, wąskie, językowate, ścięte na wierzchołku, asymetrycznie wycięte lub zaostrzone.
KwiatyKwiatostan boczny, groniasty, wielokwiatowy. Listki okwiatu rozpostarte, te z wewnętrznego okółka węższe od zewnętrznych,  białe, różowo lub zielonkawożółto nabiegłe, z warżką trójklapową, purpurową lub białą, z ostrogą. Prętosłup walcowaty, rozszerzony u podstawy. Cztery pyłkowiny w nierównych parach.

## Systematyka
Rodzaj sklasyfikowany do podplemienia Aeridinae w plemieniu Vandeae, podrodzina epidendronowe (Epidendroideae), rodzina storczykowate (Orchidaceae), rząd szparagowce (Asparagales) w obrębie roślin jednoliściennych.
Wykaz gatunków
- Smitinandia helferi (Hook.f.) Garay
- Smitinandia micrantha (Lindl.) Holttum
- Smitinandia selebensis (J.J.Sm.) Garay